# Zonitis bipartita
Zonitis bipartita es una especie de coleóptero de la familia Meloidae.

## Distribución geográfica
Habita en Sídney (Australia).